# 2010 HG109
2010 HG109, também escrito como 2010 HG109, é um objeto transnetuniano que está localizado no Cinturão de Kuiper, uma região do Sistema Solar. Ele possui uma magnitude absoluta de 7,3 e tem um diâmetro estimado com cerca de 153 km.

## Descoberta
2010 HG109 foi descoberto no dia 21 de abril de 2010 pelos astrônomos S. S. Sheppard, A. Udalski, C. A. Trujillo e M. Kubiak.

## Órbita
A órbita de 2010 HG109 tem uma excentricidade de 0,233 e possui um semieixo maior de 39,840 UA. O seu periélio leva o mesmo a uma distância de 30,539 UA em relação ao Sol e seu afélio a 49,141 UA.